# Bank Handlowy
Bank Handlowy (Bank Handlowy w Warszawie S.A.) ist eine mehrheitlich zur amerikanischen Citigroup gehörende, börsennotierte polnische Geschäftsbank mit Sitz in Warschau.
Sie bietet ihre Produkte und Dienstleistungen unter der Marke Citibank Handlowy an. Sie ist die 9. größte Bank in Polen in Bezug auf den Wert der Vermögenswerte und die 18. größte Bank in Bezug auf die Anzahl der Filialen.

## Geschäftsfelder
Die Bank ist in zwei Segmenten tätig: Corporate und Investment Banking sowie Privatkundengeschäft. Das Angebot der Bank umfasst Cash Management, Handelsdienstleistungen, Treasury Services, Unternehmensfinanzierung, Schuldtitel, Konsortialkredite, strukturierte Handelsfinanzierungen, Verbriefungsdienstleistungen, Vermögensverwaltungsdienstleistungen, Beratungsdienste für Management-Buy-Outs und Akquisitionen, Depotbankdienstleistungen und Maklergeschäfte. Darüber hinaus ist die Bank über ihre Tochtergesellschaften im Bereich Vendor Leasing und anderer Leasingaktivitäten tätig. Sie tätigt die Verwaltung von Pensionsfonds, die Bereitstellung von Versicherungen und die Verwaltung von Wertpapierportfolios.

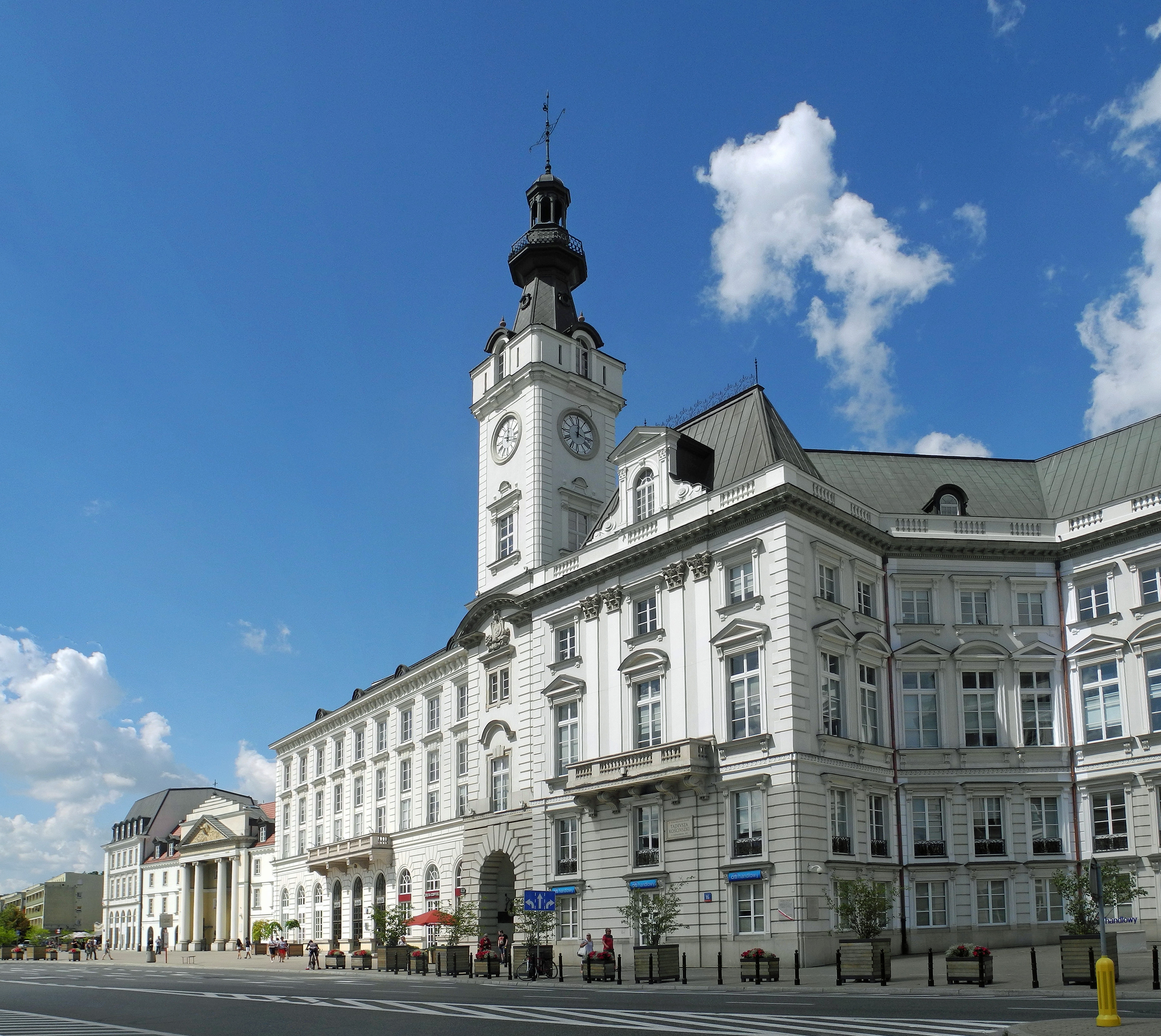
Verwaltungssitz Bank Handlowy im Jabłonowski-Palast in Warschau

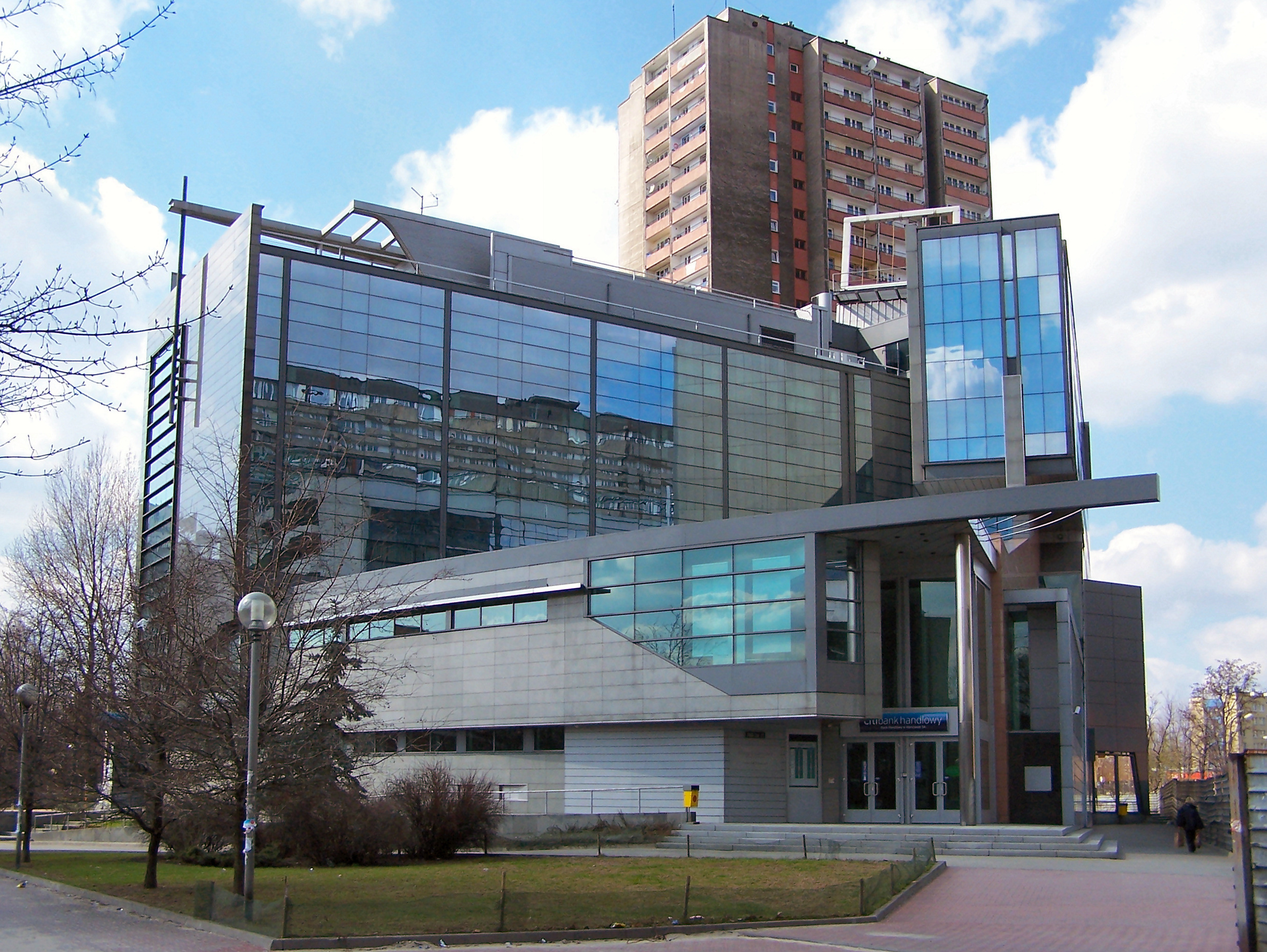
Bank Handlowy in Kattowitz

## Geschichte

### Während des Bestehens des polnischen Königreichs
Die Bank wurde 1870 von einer Gruppe bürgerlicher Finanziers und Landbesitzer gegründet. Initiator war der Finanzier Leopold Stanisław Kronenberg (1812–1878). Der erste Präsident der Bank war Józef Zamoyski.
Bis 1872 hatte die Bank Niederlassungen und Büros in St. Petersburg, Moskau, Berlin, Danzig (Commerzbank in Warschau), Stettin und Łódź sowie Repräsentanzen in Włocławek, Płock, Grójec, Guzów, Lublin und Rawa Mazowiecka. In den folgenden Jahren wurden Niederlassungen in anderen Städten eröffnet, darunter Sosnowiec (1895), Częstochowa (1897) und Kalisz (1898). In den frühen Jahren des 20. Jahrhunderts war die Bank die größte Privatbank auf polnischem Boden und eine der wenigen Finanzdienstleister für den Handel mit Russland und Westeuropa. In dieser Zeit betrug der Umsatz der Bank ca. 2 Milliarden Rubel, was mehr war als die Summe des damaligen Haushalts des Russischen Reiches.
Die Bank leistete einen wesentlichen Beitrag zum Bau des Eisenbahnnetzes und der großen Industrieanlagen im polnischen Königreich.

### Zu Zeiten der Zweiten Polnischen Republik
In den 1920er und 1930er Jahren vertrat die Bank das Vermögen der polnischen Regierung in zahlreichen internationalen Unternehmen, insbesondere der Danziger Werft.
Die Bank hat ihre Aktivitäten während der beiden Weltkriege nicht eingestellt, jedoch eingeschränkt. Während des Zweiten Weltkriegs wurden die Filialen der Bank in den von Dritten Reich annektierten Gebieten liquidiert, während die im Generalgouvernement gelegenen Standorte unter der strengen Kontrolle der Besatzungsbehörden operierten.

### Nach dem Zweiten Weltkrieg
Die 1945 reaktivierte Bank richtete sich zunächst an private Industrie- und Handelsunternehmen sowie einige Genossenschaften. Als eine der drei Banken, die nach dem Krieg der formellen Verstaatlichung entkommen waren, wurde sie von einem Regierungskommissar kontrolliert, und der Staat kaufte eine beträchtliche Anzahl an Aktien. Während der Zeit des Bestehens der Volksrepublik Polen war sie (neben der Bank Pekao SA) eine von nur zwei Banken, die als Aktiengesellschaft geführt wurden.
Nach 1945 war die Bank die wichtigste polnische Außenhandelsbank und erhielt 1964 das offizielle Monopol für polnische Außenhandelstransaktionen. Daraus resultierte der Aufbau des damals größten polnischen Netzwerks von Korrespondenzbanken, die Eröffnung einer Niederlassung in London, sowie ausländischer Repräsentanzen in New York City, Moskau, Belgrad, Rom, Berlin, Wien, Luxemburg und Frankfurt am Main. Nach 1989 verlor die Bank ihre privilegierte Position im Außenhandel und wurde allmählich in eine Geschäftsbank umgewandelt.

### Zu Zeiten der Dritten Polnischen Republik
Während des politischen Wandels hatte die Bank (insbesondere eine Bankfiliale in Luxemburg) eine bedeutende Rolle im Skandal des Auslandsschuldenfonds (pl. Fundusz Obsługi Zadłużenia Zagranicznego – FOZZ) gespielt; der wesentliche Anteil der Devisengeschäfte des FOZZ wurde über die Bank Handlowy abgewickelt.
Eine Inspektion der Geschäfte der Bank durch die Najwyższa Izba Kontroli in den Jahren 1991–1992 deckte zahlreiche Unregelmäßigkeiten auf. Der Bericht zeigt, dass die Devisengeschäfte im analysierten Zeitraum zum Nachteil der polnischen Wirtschaft betrieben worden waren, wobei die entstandenen Verluste auf 5 bis 10 Milliarden Dollar geschätzt wurden.
1997 wurde die Bank privatisiert. Seit Juni 1997 ist die Aktie der Bank Handlowy an der Warschauer Wertpapierbörse notiert; sie ist in deren Leitindex WIG30 als auch im Nebenwerteindex mWIG40 enthalten.
Im Jahr 2001 fusionierte die Bank Handlowy mit der Citibank (Poland) SA.

## Aktie und Aktionärsstruktur
Das Grundkapital der Gesellschaft beträgt 522.638.400 Złoty und verteilt sich auf 130.659.600 Inhaberaktien der Serien A bis C zu einem Nennwert von je 4,00 Złoty.:50
| Aktionär                                 | Anzahl gehaltener Aktien | Anteil am Grundkapital | Stimmrechtsanteil |
| ---------------------------------------- | ------------------------ | ---------------------- | ----------------- |
| Citibank Overseas Investment Corporation | 97.994.700               | 75,0 %                 | 75,0 %            |
| Streubesitz                              | 32.664.900               | 25,0 %                 | 25,0 %            |

Die Citibank Overseas Investment Corporation ist eine einhundertprozentige Tochtergesellschaft der US-amerikanischen Citibank, N.A., welche über Citicorp zur Citigroup gehört.:66